# Орган Уонамейкера
Орган Уонамейкера, расположенный в Филадельфии — крупнейший полностью работоспособный орган в мире. Инструмент расположен в семиярусном внутреннем дворе (Большой атриум) в универмаге «Macy's Center City» (бывший универмаг Уонамейкера). Концерты происходят дважды в день с понедельника по пятницу, а также по особым дням, в том числе с концертами «Друзей Уонамейкерского органа» с хором и духовым ансамблем.

## Описание
Уонамейкерский орган — концертный инструмент в традициях американской симфонической школы проектирования, сочетает традиционные органные тембры с имитацией инструментов симфонического оркестра. В нынешнем состоянии орган насчитывает 28 750 труб в 464 регистрах. Пульт состоит из 6 мануалов и множества регистровых рукояток. Струнное подразделение органа образует крупнейшую в мире органную камеру, насчитывается 88 регистров штрайхеров, изготовленных фирмой Кимбалла («W.W. Kimball Company») из Чикаго. Орган знаменит своим оркестровым звучанием, получающимся из-за специальной настройки и обширнейшего набора обертоновых регистров. Также известна роскошная тонкая работа его фасада из дорогих материалов. В органе использовано наименьшее количество унифицированных деталей, универмаг Уонамейкера образовал собственную органную мастерскую, а с момента установки об инструменте тщательно заботятся два куратора, так что орган всегда находится в очень хорошем состоянии. Обслуживанием органа после Уонамейкеров занималась сеть универмагов «Carter Hawley Hale Stores», а затем «Woodward & Lothrop», «The May Department Stores Company», и «Lord & Taylor». Когда здание универмага заняли «Macy’s» и было основано общество «Друзей Уонамейкеровского органа» («Friends of the Wanamaker Organ»), привлекшее сторонний капитал, было разработано строгое расписание реставраций, которое соблюдается по сей день. Финансирование работ ведут совместно «Macy’s» и общество.

## История

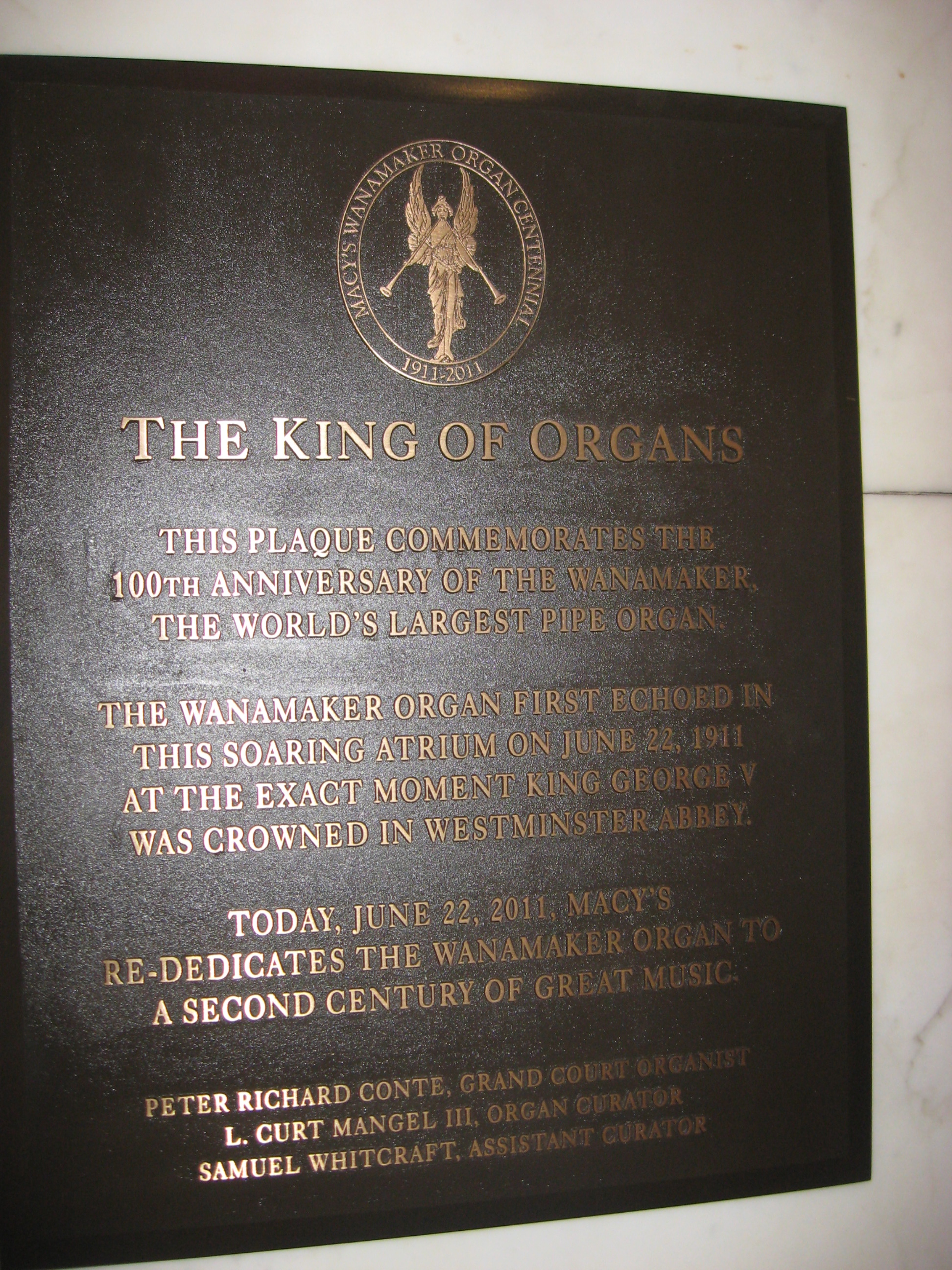
Текст: «Король Органов
Эта табличка установлена в память о столетии органа Уонамейкера, крупнейшего в мире, который впервые зазвучал в этом атриуме 22 июня 1911 года, в тот момент, когда в Вестминстерском аббатстве короновался Георг V
Сегодня, 22 июня 2011 года, Macy’s торжественно открывают второе столетие его музыкальной жизни
Питер Ричард Конте, органист
Л. Курт Мангель III, куратор
Сэмюэл Уиткрафт, помощник куратора»

Уонамейкеровский орган был изначально построен «Los Angeles Art Organ Company» (наследница «Murray M. Harris Organ Co.»), для Всемирной выставки 1904 года в Сент-Луисе. Он был разработан как крупнейший орган в мире, чтобы одновременно имитировать полный симфонический оркестр и обладать полным органным тембром, включая большой набор микстур. «Лос-Анджелес Таймс» в 1904 году пишет, что помимо пульта, орган был снабжён приставкой для чтения перфолент. Проект составил знаменитый теоретик и архитектор органов Джордж Эшдаун Одсли (George Ashdown Audsley). Расходы сразу же сильно превзошли первоначальную смету, и Harris был смещён с руководства собственной компанией. С помощью капитала, предоставленного Эбеном Смитом (Eben Smith), фирма была реорганизована в «Los Angeles Art Organ Company» и завершила проект на отметке $105 тыс. ($3 млн в ценах 2019 года), превзойдя смету на $40 тыс. ($1,1 млн.). К началу ярмарки в конце апреля 1904 года орган ещё не был полностью собран в своём павильоне, не был он вполне готов и к сентябрю, когда Александр Гилмант (Alexandre Guilmant), один из знаменитейших органистов тех лет, дал на нём 40 чрезвычайно популярных концертов.
После ярмарки орган должен был поселиться в конференц-центре в Канзасе (Kansas City Convention Center), и оригинальная консоль имеет маркировку «K C», но сделка не случилась, и «L. A. Art Organ company» обанкротилась и закрылась. Второй план предполагал установку органа в Кони-Айленд (Нью-Йорк Сити), но и он не был реализован.

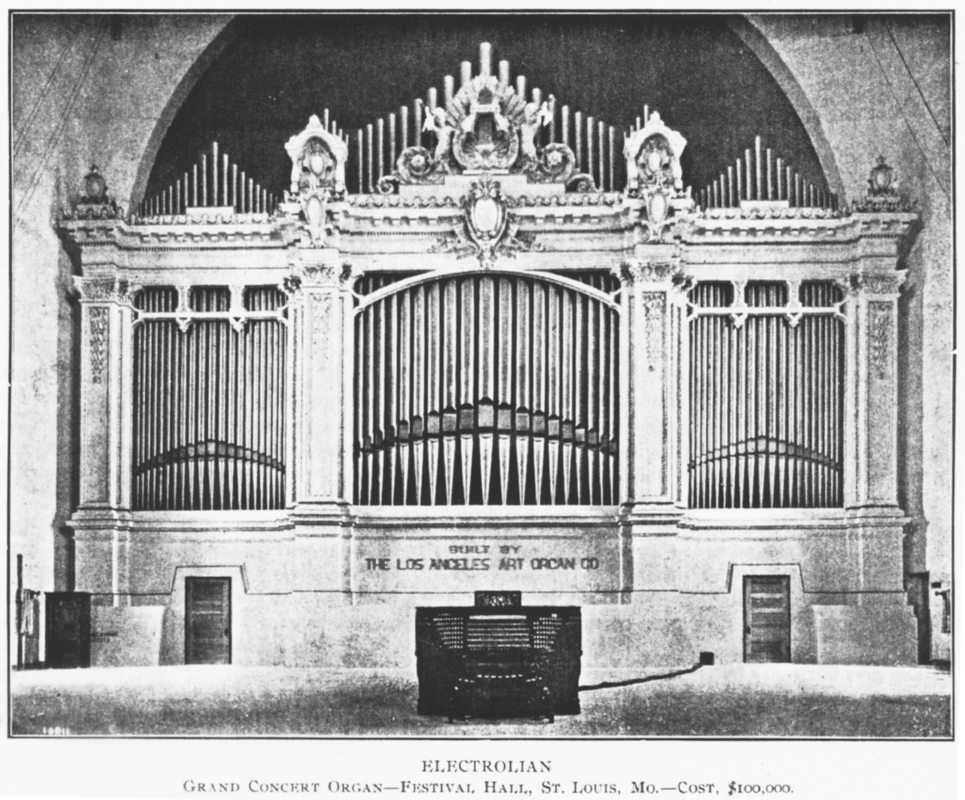
Орган в своём первом зале Луизианской ярмарки 1904 года. Этот фасад скрывается в Macy’s позади современного

Орган пролежал на складе Handlan в Сент-Луисе до 1909 года, когда его выкупил Джон Уонамейкер для своего нового универмага на углу 13-й и Рыночной улиц (13th and Market Streets) в Филадельфии. Детали органа были перевезены в 13 товарных вагонах, сборка длилась 2 года. Первое представление состоялось 22 июня 1911 года в момент коронации британского короля Георга V. Позднее в том же году универмаг посетил президент США Уильям Тафт.
Несмотря на беспрецедентные на тот момент размеры (более 10 000 труб), орган сочли слишком слабым для 7-этажного атриума, и для его расширения Уонамейкер открыл собственную органную мастерскую на чердаке здания. Первое расширение продолжалось с 1911 по 1917 годы, добавлено 8000 труб.
Уонамейкер спонсировал бесплатные «концерты в нерабочие часы» («after-business-hours concerts»), ставшие историческими событиями. В первом из них, состоявшемся в 1919 году, участвовали Леопольд Стоковский, Филадельфийский оркестр и органист Charles M. Courboin. Для концертов Уонамейкер открыл специальное Бюро (Concert Bureau) под руководством импресарио Александра Рассела (Alexander Russell), с помощью которого привлекал таких мастеров как Marcel Dupré и Louis Vierne, Nadia Boulanger, Marco Enrico Bossi, Alfred Hollins и других. (Это концертное бюро, работая в партнёрстве с «Canadian Bernard R. LaBerge» превратилось в современное «Karen McFarlane Concert Agency») Во время первого концерта Dupré под впечатлением от звучания инструмента сымпровизировал музыкальное житие Христа, позднее изданное под заглавием «Symphonie-Passion».
С 24 апреля 1922 по 1928 год универмаг имел собственную радиостанцию WOO, изюминкой вещания которой была органная музыка.
В 1924 году началось новое расширение органа. Родмен Уонамейкер, сын Джона Уонамейкера, попросил Marcel Dupré и Charles M. Courboin «Вместе создать проект инструмента, воплотив в нём все свои мечты.» Ограничений на финансирование им не ставили. В ходе этой реконструкции, в числе прочего:
- создан знаменитый Струнный подраздел, занявший самую большую органную камеру шириной 67 футов (20 м), глубиной 26 футов (7,9 м) и высотой 16 футов (4,9 м);
- в органной мастерской Уонамейкера изготовлена нынешняя консоль с шестью мануалами и сотнями регистровых рукояток.

Когда работы были завершены, в 1930 году, орган содержал 28 482 труб, и, может быть, стал бы ещё больше, если бы Родман Уонамейкер не умер в 1928 году.
Планы подразумевали постройку подраздела Стентор, содержащего принципалы и язычковые трубы высокого давления, который разместился бы на 5 ярусе (над Струнным), и был бы родным для шестого мануала. Однако постройка этого органа так и не была профинансирована, и шестой мануал используется для копул или соло в тех подразделениях, которые к нему подключаются.

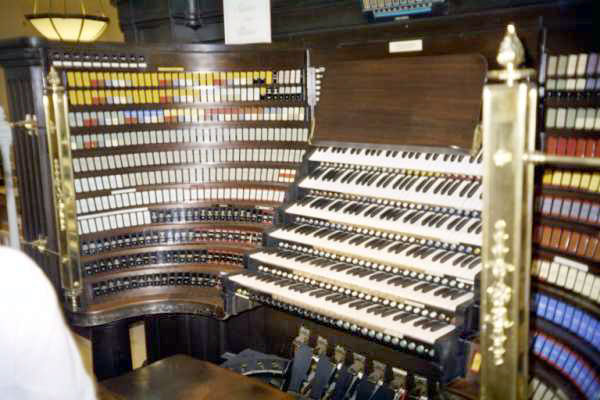
Шестимануальный пульт органа

Родман Уонамейкер заботился не о размерах органа, а более о красоте пропорций, качестве работы, тщательной отделке труб и виндлад, выполненных из лучших материалов. Пульт органа, изготовленный собственной мастерской Уонамейкера под руководством Уильяма Буна Флеминга (William Boone Fleming), сам по себе шедевр. Его массивная, мощная конструкция долговечна, а остроумное расположение пневмореле, управляющих регистрами, предоставляет органисту большие удобства в управлении инструментом.
Также Уонамейкер владел шестьюдесятью редкими и старинными струнными инструментами, составлявшими Уонамейкерскую Капеллу (the Wanamaker Cappella), выступавшую как вместе с органом, так отдельно с турами. После смерти владельца коллекция была распродана.
После продажи универмага компании «The May Department Stores Company» в 1995 году, имя Уонамейкера было снято, Уонамейкер-Гехт (Wanamaker’s-Hecht’s) превратился в Гехт (Hecht’s), но и орган, и концерты имя сохранили. Некоторое время универмаг Уонамейкера носил имя своего заклятого конкурента «Strawbridge’s». «The May Company» начала реставрацию органа в 1997 году в связи с ребрендингом универмага в «Lord & Taylor». В это же время торговые площади были уменьшены до трёх этажей, а на 4 и 5 этажах вокруг атриума с органом были установлены стеклянные стены, отчего сильно увеличилась реверберация зала.

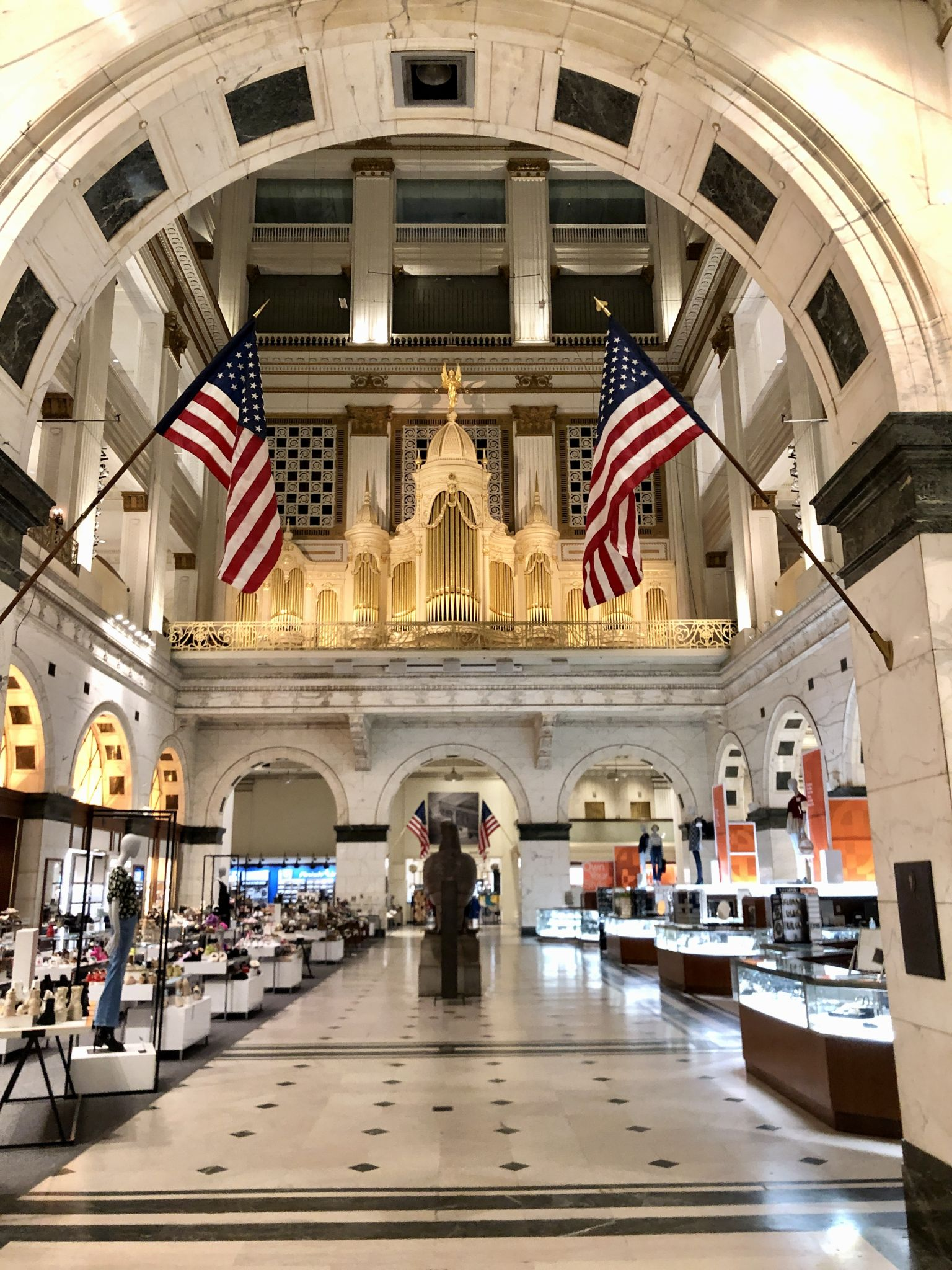
Орган Уонамейкера

Филадельфийский оркестр выступил в Большом Атриуме 27 сентября 2008 года для премьеры Joseph Jongen’s Symphonie Concertante (1926) на том инструменте, для которого это произведение и было написано. В этом платном концерте Питера Ричарда Конте (Peter Richard Conte) также были исполнены токката и фуга ре-минор BWV565 Баха в аранжировке Леопольда Стоковского, Marcel Dupré's «Cortege and Litany» для органа и оркестра, и премьера «Фанфары» Говарда Шора («Fanfare», Howard Shore), композитора фильмов «Властелин Колец». Шор посетил универмаг в мае 2008 года, чтобы встретиться с Питером Ричардом Конте и послушать Уонамейкеровский орган. Концерт был частично спонсирован обществом Друзей Уонамейкеровского органа.
В 2019 году фасад органа, выполненный по проекту Дэниэла Хадсона Бёрнхема (Daniel Hudson Burnham), был отреставрирован, заново покрыт 22-каратным сусальным золотом и приведён к максимально исторически достоверному облику, но с поправкой на изменившееся окружение. Работы выполнили «Evergreene Architectural Arts», профинансировали «Macy’s» и местные благотворительные организации, потому что «Друзьями» этот момент был упущен.

### Органисты
Многие знаменитые органисты давали концерты на органе Уонамейкера, но постоянных органистов в его истории насчитывается лишь четыре:
- доктор Ирвин Дж. Морган (Dr. Irvin J. Morgan) — (1911—1917);
- Мэри Э. Фогт (Mary E. Vogt) — (1917—1966)[8]
- Кит Чапмен (Dr. Keith Chapman) — (1966—1989);
- Питер Ричард Конте (Peter Richard Conte) — (с 1989);

Около десяти лет, начиная с 1919 года, доктор Charles M. Courboin систематически давал на органе вечерние концерты, в том числе с Филадельфийским оркестром. Courboin также возглавлял Уонамейкеровскую органную мастерскую в конце 20-х годов.

### Ассистенты органистов
Ассистенты Мэри Э. Фогт: Alma Wilson Baecker, Harriette G. Ridley, Rollo Maitland, Nelson E. Buechner, Walter Baker, David Ulrich, Kenneth Goodman, Barron Smith.
Ассистенты Кита Чапмена: Nelson E. Buechner, Richard Elliott, Robert Carwithen, Dennis Elwell, Bruce Shultz, Diane Meredith Belcher, Monte Maxwell, William S. Wrenn Jr., Rudolph A. Lucente, Michael Stairs, John Binsfeld, Colin Howland.
Ассистенты Питера Ричарда Конте: Rebecca Kleintop Owen, Rudolph A. Lucente, Russell Patterson, Michael Stairs, John Binsfeld, Ken Cowan, Dr. Harry Wilkinson, Fred Haas, Nathan Laube, Matt Glandorf, Wesley Parrott, Thomas Sheehan.

### Кураторы
- Курт Мангель (Curt Mangel);
- Мэтью Тафт (Matthew Taft).

### Музыка, вдохновлённая инструментом или написанная специально для него

#### Оригинальные композиции
- «Симфония-Пассион», Марсель Дюпре («Symphonie-Passion», Marcel Dupré);
- «Грегорианский концерт», Пьетро Йон («Concerto Gregoriano», Pietro Yon);
- «Римский концерт», Альфредо Каселла («Concerto Romano», Alfredo Casella);
- «Посвящение» Родману Уонамейкеру, Луи Вьерн («Dedicace», Louis Vierne);
- "Концертная симфония для органа с оркестром, Йозеф Йонген («Symphonie Concertante», Joseph Jongen);
- «Фанфара и процессия», Кит Чапмен («Fanfare and Procession», Keith Chapman);
- «Хайлендский мадригал» из «Шотландских народных песен» Ричарда Пурвиса («A Highland Ayre», «Scottish Folk Tone Poems», Richard Purvis), написана для Уонамейкерского органа по заказу Кита Чапмена;
- «Храм торговли», Роберт Хеббле («Cathedral of Commerce», Robert Hebble).

#### Аранжировки
- «Приди, сладкая смерть» И. С. Баха («Komm, süßer Tod, komm selge Ruh», BWV 478), Вирджил Фокс по мотивам аранжировки Леопольда Стоковского[12];
- «Пассакалия в до-минор» И. С. Баха (BWV 582) в транскрипции Леопольда Стоковского для органа и оркестра;
- «Картинки с выставки» Мусоргского в транскрипции Кита Чапмена;
- в транскрипции Питера Ричарда Конте;
  - «Ночь на Лысой горе» Мусоргского;
  - «Ученик чародея» Поля Дюка (фр. L'Apprenti sorcier, Paul Dukas);
  - увертюра к опере «Виндзорские проказницы» Отто Николаи;
  - Увертюра «Кокань» Элгара («Cockaigne» Overture , Elgar);
  - «Увертюра к „Кандиду“» Бернстайна;
  - «Загадочные вариации» Элгара («Enigma Variations», Elgar);
  - сюита «Кавалер Розы» («Der Rosenkavalier»);
  - увертюра «Гвардейский корпус Йоменов» Артура Салливена («The Yeomen of the Guard», Arthur Sullivan);
- импровизация на тему Стоковского Ксавье Варнуса[13].

## Архитектура органа
Трубы расположены на 5 этажах в следующих камерах:
- 2-го этажа южная — Главная Педаль 32′, Нижний Швеллер, Хауптверк, Ударные;
- 3-го этажа южная — Главная Педаль, Хор, Верхний Швеллер, Хор/Закрытый Хауптверк, Соло, Хор Vox Humana (Человеческий голос);
- 4-го этажа южная — Струнные;
- 4-го этажа западная — Оркестр (дополнительно к Струнным);
- 7-го этажа южная — Колокольчики, Эфирный регистр, Китайский Гонг;
- 7-го этажа северная — Эхо.

32-футовые регистры Открытых Деревянных, Диафона и Принципалов занимают несколько более двух этажей, начиная со второго.

## Регистры

### Хауптверк
| I Хор (61)                                                                                 |     |
| Двойной Дульциан (Double Dulciana)                                                         | 16′ |
| Дульциан (Dulciana)                                                                        | 8′  |
| Открытые Приницпалы (Open Diapason)                                                        | 8′  |
| Скрипка Принципал (Violin Diapason)                                                        | 8′  |
| Закрытые Принципалы (Stopped Diapason)                                                     | 8′  |
| Поперечная Флейта (Concert Flute)                                                          | 8′  |
| Салицет (Salicional, флейтовый регистр мягкого тона)                                       | 8′  |
| Квинтадена (Quintadena, флейтовый регистр с закрытыми трубами, с ясно слышимой дуодецимой) | 8′  |
| Голос Ангелов (Vox Angelica)                                                               | 8′  |
| Голос Небес (Vox Celeste)                                                                  | 8′  |
| Кераулофон (Keraulophon, язычковый регистр мягкого тона)                                   | 8′  |
| Лесная Флейта (Forest Flute)                                                               | 4′  |
| Салицет (Salicet)                                                                          | 4′  |
| Пикколо (Piccolo)                                                                          | 2′  |
| Тихий Корнет VI (Soft Cornet VI)                                                           |     |
| Саксофон (Saxophone)                                                                       | 16′ |
| Саксофон (Saxophone)                                                                       | 8′  |
| Английский Рожок (English Horn)                                                            | 8′  |
| Кларнет (Clarinet)                                                                         | 8′  |

| II Хауптверк (61)                                                                     |         |
| Открытый Хауптверк                                                                    |         |
| Субпринципалы (Sub Principal)                                                         | 32′     |
| Контр-Гамба (Contra Gamba, от виолы да гамба)                                         | 16′     |
| Двойной Принципал (Double Diapason)                                                   | 16′     |
| Субквинта (Sub Quint)                                                                 | 10+2⁄3′ |
| Принципал (Diapason Phonon)                                                           | 8′      |
| Большой Принципал (Diapason Major)                                                    | 8′      |
| Первый Принципал (First Diapason)                                                     | 8′      |
| Второй Принципал (Second Diapason)                                                    | 8′      |
| Третий Принципал (Third Diapason)                                                     | 8′      |
| Четвёртый Принципал (Fourth Diapason)                                                 | 8′      |
| Гамба (Gamba) (2 регистра)                                                            | 8′      |
| Большая Тибия (Major Tibia, флейта)                                                   | 8′      |
| Меццо-Тибия (Mezzo Tibia)                                                             | 8′      |
| Малая Тибия (Minor Tibia)                                                             | 8′      |
| Двойная Флейта (Double Flute)                                                         | 8′      |
| Дуодецимы Флейт (Nasard Flute) (2 регистра)                                           | 8′      |
| Октавы (Octave)                                                                       | 4′      |
| Микстуры VIII (Mixture VIII)                                                          |         |
| Гармоническая Труба (Harmonic Trumpet)                                                | 8′      |
|                                                                                       |         |
| Закрытый Хауптверк                                                                    |         |
| Закрытая Тибия (Covered Tibia)                                                        | 8′      |
| Гармоническая Флейта (Harmonic Flute)                                                 | 8′      |
| Квинты (Quint)                                                                        | 5+1⁄3′  |
| Гармоническая Флейта (Harmonic Flute)                                                 | 4′      |
| Принципал (Principal)                                                                 | 4′      |
| Терции (Tierce)                                                                       | 3+1⁄5′  |
| Квинты через октаву (Octave Quint)                                                    | 2′      |
| Сверх-Октавы (Super Octave)                                                           | 2′      |
| Микстуры VIII (Mixture VII)                                                           |         |
| Двойная Труба (Double Trumpet)                                                        | 16′     |
| Туба (Tuba)                                                                           | 8′      |
| Труба (Trumpet)                                                                       | 8′      |
| Гамонический Кларион (Harmonic Clarion)                                               | 4′      |
|                                                                                       |         |
| Большой Хор (73)                                                                      |         |
| Принципал Магна (Diapason Magna)                                                      | 8′      |
| Стенторфон (Stentorphone, громкий широкомензурный, с широкой щелью флейтовый регистр) | 8′      |
| Первый Принципал (First Diapason)                                                     | 8′      |
| Второй Принципал (Second Diapason)                                                    | 8′      |
| Третий Принципал (Third Diapason)                                                     | 8′      |
| Большая Флейта (Major Flute)                                                          | 8′      |
| Двойная Флейта (Double Flute)                                                         | 8′      |
| Гамба (Gamba)                                                                         | 8′      |
| Флейта (Flute)                                                                        | 4′      |
| Октавы (Octave)                                                                       | 4′      |
| Дуодецимы (Nasard)                                                                    | 2+2⁄3′  |

| III Швеллер (61)                                                           |        |
| Двойной Принципал (Double Diapason)                                        | 16′    |
| Мягкий Бурдон (Soft Bourdon)                                               | 16′    |
| Стенторфон (Stentorphone)                                                  | 8′     |
| Валторна (Horn Diapason)                                                   | 8′     |
| Скрипка (Violin Diapason)                                                  | 8′     |
| Блокфлейта (Bell Flute)                                                    | 8′     |
| Поперечная Флейта (Orchestral Flute)                                       | 8′     |
| Гармоническая Флейта (Harmonic Flute)                                      | 8′     |
| Большая Флейта (Grand Flute) (2 регистра)                                  | 8′     |
| Двойная Флейта (Double Flute)                                              | 8′     |
| Тибия Дуро (Tibia Dura)                                                    | 8′     |
| Кларабелла (Clarabella, флейтовый регистр с открытыми деревянными трубами) | 8′     |
| Мелодия (Melodia, флейтовый регистр)                                       | 8′     |
| Мягкий Дульциан (Soft Dulciana)                                            | 8′     |
| Гамба Челеста (Gamba Celeste, небесная гамба) (2 регистра)                 | 8′     |
| Гамба (Gamba)                                                              | 8′     |
| Квинт-бурдон (Quint Bourdon)                                               | 5+1⁄3′ |
| Гармоническая флейта (Harmonic Flute) (2 регистра)                         | 4′     |
| Первая Октава (First Octave)                                               | 4′     |
| Вторая Октава (Second Octave)                                              | 4′     |
| Дуодецимы (Nazard, готовятся)                                              | 2+2⁄3′ |
| Гармоническая Пикколо (Harmonic Piccolo)                                   | 2′     |
| Подкрепление Микстур V (Corroborating Mixture V)                           |        |
| Микстуры VI (Mixture VI)                                                   |        |
| Бас-Туба (Bass Tuba)                                                       | 16′    |
| Бас-Тромбон (Bass Trombone)                                                | 16′    |
| Контр-Фагот (Contra Fagotto)                                               | 16′    |
| Двойной Гобой (Double Oboe Horn)                                           | 16′    |
| Тромбон (Trombone)                                                         | 8′     |
| Туба (Tuba)                                                                | 8′     |
| Фагот (Fagotto)                                                            | 8′     |
| Гобой (Oboe)                                                               | 8′     |
| Труба (Trumpet)                                                            | 8′     |
| Валторна (Horn)                                                            | 8′     |
| Бассет-Горн (Bassett Horn)                                                 | 8′     |
| Кларнет (Clarinet)                                                         | 8′     |
| Кларнет (Clarinet) (2 регистра)                                            | 8′     |
| Человеческий Голос (Vox Humana) (2 регистра)                               | 8′     |
| Гармонический Кларион (Harmonic Clarion)                                   | 4′     |
| Мюзетт (Musette, французская волынка)                                      | 4′     |
|                                                                            |        |
| Оригинальный Струнный подраздел                                            |        |
| Контрабас (Contra Bass)                                                    | 16′    |
| Виолончель (Violoncello)                                                   | 8′     |
| Виол (Viol)                                                                | 8′     |
| Виол (Viol) (диез)                                                         | 8′     |
| Виола (Viola)                                                              | 8′     |
| Квинта Виолы (Quint Viol)                                                  | 5+1⁄3′ |
| Октава Виолы (Octave Viol)                                                 | 4′     |
| Скрипка (Violina)                                                          | 4′     |
| Терции (Tierce)                                                            | 3+1⁄5′ |
| Микстуры Струнных V (String Mixture V)                                     |        |
| Виол-Корнет IV (Viol Cornet IV)                                            |        |

| IV Соло (61)                                                                                            |        |
| Двойные Открытые Принципалы (Double Open Diapason)                                                      | 16′    |
| Гранд-Виол (Grand Viol)                                                                                 | 16′    |
| Первый Принципал (First Diapason)                                                                       | 8′     |
| Второй Принципал (Second Diapason)                                                                      | 8′     |
| Третий Принципал (Third Diapason)                                                                       | 8′     |
| Скрипка Принципал (Violin Diapason)                                                                     | 8′     |
| Виол (Viol)                                                                                             | 8′     |
| Виол (Viol)                                                                                             | 8′     |
| Гармоническая флейта (Harmonic Flute)                                                                   | 8′     |
| Терции Флейт (Tierce Flute) (2 регистра)                                                                | 8′     |
| Флейты-Дымоход (Chimney Flute, флейтовый регистр с трубами половинной длины, увенчанными «дымниками»)   | 8′     |
| Кларабелла (Clarabella)                                                                                 | 8′     |
| Гемсгорн (Gemshorn, флейтовый регистр с коническими трубами, тон светлый, между флейтами и штрайхерами) | 8′     |
| Дуодецимы Гамб (Nasard Gamba) (2 регистра)                                                              | 8′     |
| Гранд-Гимба (Grand Gamba)                                                                               | 8′     |
| Гранд-Гамба (Grand Gamba)                                                                               | 8′     |
| Квинтафон (Quintaphon)                                                                                  | 8′     |
| Квинты Принципалов (Quint Diapason)                                                                     | 5+1⁄3′ |
| Октавы (Octave)                                                                                         | 4′     |
| Гармоническая Флейта (Harmonic Flute)                                                                   | 4′     |
| Гармонические Терции (Harmonic Tierce)                                                                  | 3+1⁄5′ |
| Гармонические Дуодецимы (Twelfth Harmonic)                                                              | 2+2⁄3′ |
| Гармоническое Пикколо (Piccolo Harmonic)                                                                | 2′     |
| Двойная Труба (Double Trumpet)                                                                          | 16′    |
| Туба (Tuba)                                                                                             | 16′    |
| Труба (Trumpet)                                                                                         | 8′     |
| Смягчённая Туба (Soft Tuba)                                                                             | 8′     |
| Конет-а-пистон (Cornopean, язычковый регистр сильного голоса)                                           | 8′     |
| Офиклеид (Ophicleide)                                                                                   | 8′     |
| Мюзетт (Musette, французская волынка)                                                                   | 8′     |
| Офиклеид (Ophicleide)                                                                                   | 4′     |
| Смягчённая Туба (Soft Tuba)                                                                             | 4′     |
| Гранд-Микстуры VI (Grand Mixture VI)                                                                    |        |
| Микстуры V (Mixture V)                                                                                  |        |
| Микстуры VI (Mixture VI)                                                                                |        |

| Педаль (32)                                                   |         |
| Грависсима (Gravissima)                                       | 64′     |
| Контр-Диафон (Contra Diaphone)                                | 32′     |
| Первый открытый Контр-Принципал (First Contra Open Diapason)  | 32′     |
| Второй открытый Контр-Принципал (Second Contra Open Diapason) | 32′     |
| Контр-Бурдон (Contra Bourdon)                                 | 32′     |
| Диафон (Diaphone)                                             | 16′     |
| Первый открытый Принципал (First Open Diapason)               | 16′     |
| Второй открытый Принципал (Second Open Diapason)              | 16′     |
| Третий открытый Принципал (Third Open Diapason)               | 16′     |
| Бурдон (Bourdon)                                              | 16′     |
| Виолон (Violone)                                              | 16′     |
| Гамба (Gamba)                                                 | 16′     |
| Открытые Флейты (Open Flute)                                  | 16′     |
| Смягчённый Бурдон (Soft Bourdon)                              | 16′     |
| Дульциан (Dulciana)                                           | 16′     |
| Открытые Квинты (Open Quint)                                  | 10+2⁄3′ |
| Закрытые Квинты (Stopped Quint)                               | 10+2⁄3′ |
| Стентор (Stentor)                                             | 8′      |
| Открытый Принципал (Open Diapason)                            | 8′      |
| Октавы (Octave)                                               | 8′      |
| Первая Тибия (First Tibia)                                    | 8′      |
| Вторая Тибия (Second Tibia)                                   | 8′      |
| Октавы смягчённого Бурдона (Octave Soft Bourdon)              | 8′      |
| Первая Виолончель (First Cello)                               | 8′      |
| Вторая Виолончель (Second Cello)                              | 8′      |
| Смягчённая Флейта (Soft Flute)                                | 8′      |
| Смягчённый Дульциан (Soft Dulciana)                           | 8′      |
| Принципал (Principal)                                         | 4′      |
| Октавы (Octave)                                               | 4′      |
| Первая Тибия (First Tibia)                                    | 4′      |
| Вторая Тибия (Second Tibia)                                   | 4′      |
| Флейта (Flute)                                                | 4′      |
| Микстуры VI (Mixture VI)                                      |         |
| Микстуры VII (Mixture VII)                                    |         |
| Микстуры VIII (Mixture VIII)                                  |         |
| Великое Превращение (Grand Mutation) ×                        |         |
| Контр-Бомбард (Contra Bombarde)                               | 32′     |
| Бомбард (Bombarde)                                            | 16′     |
| Тромбон (Trombone)                                            | 16′     |
| Туба (Tuba)                                                   | 16′     |
| Эуфон (Euphonium)                                             | 16′     |
| Контрафагот (Contra Fagotto)                                  | 16′     |
| Бомбард (Bombarde)                                            | 8′      |
| Октавы Фагота (Octave Fagotto)                                | 8′      |
| Тромба (Tromba, регистр медного тембра)                       | 8′      |
| Кларион (Clarion)                                             | 4′      |

### Эфирный орган
| V Эфирный (73)                                   |        |
| Бурдон (Bourdon)                                 | 16′    |
| Первый открытый Принципал (First Open Diapason)  | 8′     |
| Второй открытый Принципал (Second Open Diapason) | 8′     |
| Флейта (Clear Flute)                             | 8′     |
| Гармоническая Флейта (Harmonic Flute)            | 8′     |
| Двойная Флейта (Double Flute)                    | 8′     |
| Квинты Флейт (Quint Flute)                       | 8′     |
| Гранд-гамба (Grand Gamba)                        | 8′     |
| Гранд-гамба (Grand Gamba)                        | 8′     |
| Октавы (Octavo)                                  | 4′     |
| Гармоническая Флейта (Harmonic Flute)            | 4′     |
| Дуодецима Гармоник (Twelfth Harmonic)            | 2+2⁄3′ |
| Гармонический Пикколо (Harmonic Piccolo)         | 2′     |
| Микстуры IV (Mixture IV)                         |        |
| Туба Профунда (Tuba Profunda)                    | 16′    |
| Туба Чудесная (Tuba Mirabilis)                   | 8′     |
| Французская Труба (French Trumpet)               | 8′     |
| Гранд-кларнет (Grand Clarinet)                   | 8′     |
| Почтовый Рожок (Post Horn)                       | 8′     |
| Туба Кларион (Tuba Clarion)                      | 4′     |

| VI Стентор (73)                                        |    |
| Виолончель 1 (Cello 1) (Штрайхер)                      | 8′ |
| Виолончель 1 диезы (Cello 1 ♯) (Штрайхер)              | 8′ |
| Виолончель 1 бемоли (Cello 1 ♭) (Штрайхер)             | 8′ |
| Виолончель 2 (Cello 2) (Штрайхер)                      | 8′ |
| Виолончель 2 диезы (Cello 2 ♯) (Штрайхер)              | 8′ |
| Виолончель 2 бемоли (Cello 2 ♭) (Штрайхер)             | 8′ |
| Дуодецимы Гамбы II (Nasard Gamba II) (Штрайхер)        | 8′ |
| Дуодецимы Гамбы II диез (Nasard Gamba II ♯) (Штрайхер) | 8′ |
| Флейта (Clear Flute) (Эфирный)                         | 8′ |
| Флейта (Clear Flute) (Эфирный)                         | 4′ |

| Эфирная педаль (32)                    |     |
| Акустический контрабас (Acoustic Bass) | 32′ |
| Принципал (Diapason)                   | 16′ |
| Бомбард (Bombarde)                     | 16′ |
| Бомбард (Bombarde)                     | 8′  |

### Эхо-орган
| Эхо (73) (парящие) |        |
| Бурдон (Bourdon) | 16′    |
| Открытые Принципалы (Open Diapason) | 8′     |
| Скрипка Принципал (Violin Diapason) | 8′     |
| Закрытые Принципалы (Stopped Diapason) | 8′     |
| Кор-де-ню (Night Horn, свистковый регистр мягкого тона)                                                                                               | 8′     |
| Кларабелла (Clarabella) | 8′     |
| Мелодия (Melodia) | 8′     |
| Оркестровый Виол (Orchestral Viol) | 8′     |
| Смягчённый Виол (Soft Viol) | 8′     |
| Смягчённый Виол (Soft Viol) | 8′     |
| Морская Волна (Unda Maris, регистр, слегка расстроенный относительно других, создающий за счёт биений волнообразное изменение громкости) (2 регистра) | 8′     |
| Открытые Квинты (Open Quint) | 5+1⁄3′ |
| Октавы (Octave) | 4′     |
| Гармоническая Флейта (Harmonic Flute) | 4′     |
| Нежная Флейта (Mellow Flute) | 4′     |
| Микстуры Корнета V (Cornet Mixture V) |        |
| Микстуры VI (Mixture VI) |        |
| Двойная Труба (Double Trumpet) | 16′    |
| Труба (Trumpet) | 8′     |
| Закрытый Гобой (Capped Oboe) | 8′     |
| Эуфон (Euphone) | 8′     |
| Человеческий Голос (Vox Humana) | 8′     |

| Эхо-педаль (32)                        |     |
| Открытые Принципалы (Open Diapason)    | 16′ |
| Закрытые Принципалы (Stopped Diapason) | 16′ |

### Оркестровый орган
| Оркестр (73) (парящий)                                                     |     |
| Контр-Квинтадена (Contra Quintadena)                                       | 16′ |
| Дуофон (Duophone)                                                          | 8′  |
| Тибия (Tibia)                                                              | 8′  |
| Закрытая Тибия (Covered Tibia)                                             | 8′  |
| Поперечная Флейта (Concert Flute)                                          | 8′  |
| Гармоническая Флейта (Harmonic Flute)                                      | 8′  |
| Нежная Флейта (Mellow Flute)                                               | 8′  |
| String Flute                                                               | 8′  |
| Двойная Флейта (Double Flute)                                              | 8′  |
| Hollow Flute                                                               | 8′  |
| Гармоническая Флейта (Harmonic Flute)                                      | 4′  |
| Оркестровая Флейта (Orchestral Flute)                                      | 4′  |
| Закрытая Флейта (Covered Flute)                                            | 4′  |
| Октавы (Octave)                                                            | 4′  |
| Гармонический Пикколо (Harmonic Piccolo)                                   | 2′  |
| Сверх-Октавы (Super Octave)                                                | 2′  |
| Английский рожок (English Horn)                                            | 16′ |
| Бас-кларнет (Bass Clarinet)                                                | 16′ |
| Бас-саксофон (Bass Saxophone)                                              | 16′ |
| Фагот (Bassoon)                                                            | 16′ |
| Английский рожок (English Horn)                                            | 8′  |
| Оркестровый кларнет (Orchestral Clarinet)                                  | 8′  |
| Саксофон (Saxophone)                                                       | 8′  |
| Оркестровый фагот (Orchestral Bassoon)                                     | 8′  |
| Бассет-горн (Bassett Horn)                                                 | 8′  |
| Гобой (Oboe)                                                               | 8′  |
| Оркестровый гобой (Orchestral Oboe)                                        | 8′  |
| Оркестровая труба (Orchestral Trumpet)                                     | 8′  |
| Первая валторна (First French Horn)                                        | 8′  |
| Вторая валторна (Second French Horn)                                       | 8′  |
| Третья валторна (Third French Horn)                                        | 8′  |
| Кинура (Kinura, язычковый регистр гнусавого тона, для комических эффектов) | 8′  |
| Корнет с сурдиной (Muted Cornet)                                           | 8′  |

| Хор человеческих голосов (73) (парящий)          |     |
| Человеческий голос (Vox Humana)                  | 16′ |
| Первый Человеческий голос (First Vox Humana)     | 8′  |
| Второй Человеческий голос (Second Vox Humana)    | 8′  |
| Третий Человеческий голос (Third Vox Humana)     | 8′  |
| Четвёртый Человеческий голос (Fourth Vox Humana) | 8′  |
| Пятый Человеческий голос (Fifth Vox Humana)      | 8′  |
| Шестой Человеческий голос (Sixth Vox Humana)     | 8′  |
| Седьмой Человеческий голос (Seventh Vox Humana)  | 8′  |

| Педаль Хора человеческих голосов (32)         |     |
| Первый Человеческий голос (First Vox Humana)  | 16′ |
| Второй Человеческий голос (Second Vox Humana) | 16′ |

### Струнный орган
| Струнные (73) (парящие)                                  |     |
| Виолон (Violone)                                         | 16′ |
| Первая Контр-гамба (First Contra Gamba)                  | 16′ |
| Вторая Контр-гамба (Second Contra Gamba)                 | 16′ |
| Первая Контр-виолончель (First Contra Viol)              | 16′ |
| Вторая Контр-виолончель (Second Contra Viol)             | 16′ |
| Первая Виола (First Viol)                                | 16′ |
| Вторая Виола (Second Viol)                               | 16′ |
| Скрипка Принципал (Violin Diapason)                      | 8′  |
| Гамба (Gamba)                                            | 8′  |
| Дуодецимы гамб (Nasard Gamba) (2 регистра)               | 8′  |
| Дуодецимы гамб (Nasard Gamba) (2 регистра)               | 8′  |
| Первая виолончель (First Cello)                          | 8′  |
| Первая Виолончель диез (First Cello ♯)                   | 8′  |
| Первая Виолончель бемоль (First 'Cello ♭)                | 8′  |
| Вторая Виолончель (Second 'Cello)                        | 8′  |
| Вторая Виолончель диез (Second 'Cello ♯)                 | 8′  |
| Вторая виолончель бемоль (Second 'Cello ♭)               | 8′  |
| Первая Скрипка (First Orchestral Violin)                 | 8′  |
| Первая Скрипка диез (First Orchestral Violin ♯)          | 8′  |
| Первая Скрипка бемоль (First Orchestral Violin ♭)        | 8′  |
| Вторая Скрипка (Second Orchestral Violin)                | 8′  |
| Вторая Скрипка диез (Second Orchestral Violin ♯)         | 8′  |
| Вторая Скрипка бемоль (Second Orchestral Violin ♭)       | 8′  |
| Третья Скрипка (Third Orchestral Violin)                 | 8′  |
| Третья Скрипка диез (Third Orchestral Violin ♯)          | 8′  |
| Третья Скрипка бемоль (Third Orchestral Violin ♭)        | 8′  |
| Четвёртая Скрипка (Fourth Orchestral Violin)             | 8′  |
| Четвёртая Скрипка диез (Fourth Orchestral Violin ♯)      | 8′  |
| Четвёртая Скрипка бемоль (Fourth Orchestral Violin ♭)    | 8′  |
| Пятая Скрипка (Fifth Orchestral Violin)                  | 8′  |
| Пятая Скрипка диез (Fifth Orchestral Violin ♯)           | 8′  |
| Пятая Скрипка бемоль (Fifth Orchestral Violin ♭)         | 8′  |
| Шестая Скрипка (Sixth Orchestral Violin)                 | 8′  |
| Шестая Скрипка диез (Sixth Orchestral Violin ♯)          | 8′  |
| Шестая Скрипка (Sixth Orchestral Violin ♭)               | 8′  |
| Первая Скрипка пониженная (First Muted Violin)           | 8′  |
| Первая Скрипка пониженная диез (First Muted Violin ♯)    | 8′  |
| Первая Скрипка пониженная бемоль (First Muted Violin ♭)  | 8′  |
| Вторая Скрипка пониженная (Second Muted Violin)          | 8′  |
| Вторая Скрипка пониженная диез (Second Muted Violin ♯)   | 8′  |
| Вторая Скрипка пониженная бемоль (Second Muted Violin ♭) | 8′  |

| Струнные (продолжение)                                                                      |        |
| Третья Скрипка пониженная (Third Muted Violin)                                              | 8′     |
| Третья Скрипка пониженная диез(Third Muted Violin ♯)                                        | 8′     |
| Третья Скрипка пониженная бемоль(Third Muted Violin ♭)                                      | 8′     |
| Четвёртая Скрипка пониженная (Fourth Muted Violin)                                          | 8′     |
| Четвёртая Скрипка пониженная диез (Fourth Muted Violin ♯)                                   | 8′     |
| Четвёртая Скрипка пониженная бемоль (Fourth Muted Violin ♭)                                 | 8′     |
| Пятая Скрипка пониженная (Fifth Muted Violin)                                               | 8′     |
| Пятая Скрипка пониженная диез (Fifth Muted Violin ♯)                                        | 8′     |
| Пятая Скрипка пониженная бемоль (Fifth Muted Violin ♭)                                      | 8′     |
| Шестая Скрипка пониженная (Sixth Muted Violin                                               | 8′     |
| Шестая Скрипка пониженная диез (Sixth Muted Violin ♯)                                       | 8′     |
| Шестая Скрипка пониженная бемоль (Sixth Muted Violin ♭)                                     | 8′     |
| Квинты Виол (Quint Viol)                                                                    | 5+1⁄3′ |
| Квинты Виол диез (Quint Viol ♯)                                                             | 5+1⁄3′ |
| Первая Оркестровая Виолина (свистковый регистр струнного тембра) (First Orchestral Violina) | 4′     |
| Первая Оркестровая Виолина (диезы) (First Orchestral Violina ♯)                             | 4′     |
| Вторая Оркестровая Виолина (Second Orchestral Violina)                                      | 4′     |
| Вторая Оркестровая Виолина (диезы) (Second Orchestral Violina ♯)                            | 4′     |
| Терции виол (Tierce Viol)                                                                   | 3+1⁄5′ |
| Терции виол (диезы) (Tierce Viol ♯)                                                         | 3+1⁄5′ |
| Дуодецимы виолин (Nasard Violina)                                                           | 2+2⁄3′ |
| Дуодецимы виолоин (диезы) (Nasard Violina ♯)                                                | 2+2⁄3′ |
| Супер-виолина (Super Violina)                                                               | 2′     |
| Супер-виолина (диезы) (Super Violina ♯)                                                     | 2′     |
| Первый Дульциан (First Dulciana)                                                            | 8′     |
| Первый Дульциан (диезы) (First Dulciana ♯)                                                  | 8′     |
| Второй Дульциан (Second Dulciana)                                                           | 8′     |
| Второй Дульциан (диезы) (Second Dulciana ♯)                                                 | 8′     |
| Третий Дульциан (Third Dulciana)                                                            | 8′     |
| Третий Дульциан (диезы) (Third Dulciana ♯)                                                  | 8′     |
| Четвёртый Дульциан (Fourth Dulciana)                                                        | 8′     |
| Четвёртый Дульциан (диезы) (Fourth Dulciana ♯)                                              | 8′     |
| Пятый Дульциан (Fifth Dulciana)                                                             | 8′     |
| Пятый Дульциан (диезы) (Fifth Dulciana ♯)                                                   | 8′     |
| Шестой Дульциан (Sixth Dulciana)                                                            | 8′     |
| Шестой Дульциан (диезы) (Sixth Dulciana ♯)                                                  | 8′     |
| Октавы первого Дульциана (First Octave Dulciana)                                            | 4′     |
| Октавы первого Дульциана (диезы) (First Octave Dulciana ♯)                                  | 4′     |
| Октавы второго Дульциана (Second Octave Dulciana)                                           | 4′     |
| Октавы второго Дульциана (диезы) (Second Octave Dulciana ♯)                                 | 4′     |
| Dulciana Mutation V                                                                         |        |

| Струнная педаль (32)                                                  |         |
| Контр-Диафон (Contra Diaphone)                                        | 32′     |
| Контр-Гамба (Contra Gamba)                                            | 32′     |
| Диафон (расширенный) (Diaphone ext)                                   | 16′     |
| Гамба (расширенная) (Gamba ext)                                       | 16′     |
| Первый Виолон (First Violone)                                         | 16′     |
| Второй Виолон (Second Violone)                                        | 16′     |
| Виол (Viol)                                                           | 16′     |
| Виола диезы (Viol ♯)                                                  | 16′     |
| Диафон (расширенный) (Diaphone ext)                                   | 8′      |
| Гамба (расширенная) (Gamba ext)                                       | 8′      |
| Первый Виолон (расширенный) (First Violone ext)                       | 8′      |
| Второй Виолон (Second Violone)                                        | 8′      |
| Виол (Viol)                                                           | 8′      |
| Виола диезы (Viol ♯)                                                  | 8′      |
| Виолон (Violone)                                                      | 4′      |
| Mutation Diaphone                                                     | 16′     |
| Mutation Viol                                                         | 16′     |
| Mutation Viol                                                         | 10+2⁄3′ |
| Mutation Viol                                                         | 8′      |
| Mutation Viol                                                         | 5+1⁄3′  |
| Mutation Viol                                                         | 4′      |
| Mutation Viol                                                         | 2+2⁄3′  |
| Mutation Viol                                                         | 2′      |
| Mutation Viol                                                         | 1+3⁄5′  |
| Mutation Viol                                                         | 1+1⁄3′  |
| Mutation Viol                                                         | 4⁄5′    |
| Большой Струнной педали микстуры XII (Grand String Pedal Mixture XII) | 32′     |

### Стентор
| Туба Большая от 8-фут. (Tuba Magna from 8′) | 16′ |
| Туба Большая (Tuba Magna)                   | 8′  |

### Ударные
| Ударные                                    |                                  |
| Колокола (Major Chimes)                    | C-c1                             |
| Колокола (Minor Chimes)                    | G-G                              |
| Металлофон (Metalophone)                   | C-C2                             |
| Челеста (Celesta) парижской фирмы «Mustel» | C-c2                             |
| Фортепиано I (Piano I)                     | (подготовленное)                 |
| Фортепиано I (Piano II)                    | стандартное, 88 нот              |
| Арфа I (Harp I)                            | tenor C-c2                       |
| Арфа II (Harp II)                          | (подготовленная)                 |
| Гонги (Gongs)                              | tenor C-C2 (регистр не работает) |
| Крещендо Цимбал (Crescendo Cymbal)         |                                  |
| Цимбалстар (Cymbalstar)                    | в память о Вирджиле Фоксе        |
| Китайский гонг (Chinese Gong)              | 84 дюйма в диаметре              |

## Записи
- «The Grand Court Organ» (1973), Кит Чапмен (Keith Chapman). Несколько произведений, демонстрирующих все возможности органа;
- «Картинки с выставки», 1975, транскрипция Кита Чапмена (Keith Chapman) фортепианной сюиты Мусоргского;
- «Airs & Arabesques» (1976), демонстрирующие нежность звучания инструмента;
- «Вирджил Фокс (Virgil Fox) исполняет на органе Уонамейкера» (1964, 2004);
- Кит Чапмен (Keith Chapman) — «The Lost Radio Broadcasts» — Vantage V2CD-698-002[14];
- концерт Ксавье Варнуса[13];
- «Магия!» (2001) Питера Ричарда Конте (Peter Richard Conte);
- «Wanamaker Legacy» (2004) Питера Ричарда Конте (Peter Richard Conte);
- «Великое празднование» (2008): Питер Ричард Конте и Филадельфийский оркестр;
- «К столетию органа Уонамейкера» (2011): Питер Ричард Конте (Peter Richard Conte) с оркестром «Симфония в C» («Symphony in C»), дирижёр Россен Миланов (Rossen Milanov), доступно на DVD;
- «Полночь в Большом Дворе» (2004) Питера Ричарда Конте (Peter Richard Conte);
- «Древние традиции Рождества» («Christmas in the Grand Tradition») Питера Ричарда Конте (Peter Richard Conte) с Филадельфиский духовым оркестром (Philadelphia Brass Ensemble);
- «Сердце моё в твоём нежном голосе» («My Heart at Thy Sweet Voice») Питера Ричарда Конте (Peter Richard Conte) с Эндрю Эннисом (Andrew Ennis), флюгельгорн;
- «Вокруг Уонамейкерского органа за 80 минут» («Around the Wanamaker Organ in 80 Minutes»), Wanamaker DVD[15] (видеотур по органу);
- «Тур по Уонамейкерскому органу с его куратором» («A Wanamaker Organ Curators Tour») — видеоэкскурсия по инструменту с его куратором Куртом Мангелем (Curt Mangel) и Майклом Бароном (Michael Barone) («Pipedreams»).
- «Звуковая Одиссея Уонамейкерского органа» («A Wanamaker Organ Sonic Odyssey») видеоисследование инструмента с Питером Ричардом Конте и органистом Йельского университета Томасом Мюрреем (Peter Richard Conte & Yale Organist Thomas Murray).